# Phoebus (voilier)
Pour les articles homonymes, voir Phébus.
Le Phoebus est un voilier de régate de trois tonneaux de Jauge Godinet appartenant, depuis sa restauration en 1991, à l'association Patrimoine du Léman.
Son port d'attache actuel est Creux de Genthod en Suisse.
Son immatriculation est : GE 987, et il porte le n° 17 sur sa grand-voile.

## Histoire
Ce voilier de régate du Lac Léman a été construit en 1903 au chantier naval Pouly de Genève en Suisse. C'est un trois tonneaux de Jauge Godinet construit sous plan de l'architecte naval Victor-Auguste Godinet pour lui-même. Il porta le nom de Poil de Carotte jusqu'en 1914 où il prit le nom de Phoebus. Puis il connut de nombreux propriétaires qui le maintinrent en état de naviguer.
En 1991 il devient la propriété de l'Association Patrimoine du Léman et fut restauré par le chantier naval Sartorio à Mies dans le Canton de Vaud. Il fait partie du patrimoine lémanique répertorié par le Musée du Léman à Nyon.
Il est présent régulièrement aux Fêtes maritimes de Brest et de Douarnenez ainsi aux Semaines du Golfe du Morbihan et Voiles de Saint-Tropez.